# Narodowy Komitet Olimpijski Republiki Mołdawii
Narodowy Komitet Olimpijski Republiki Mołdawii (rum. Comitetul Național Olimpic al Republicii Moldova) – stowarzyszenie związków i organizacji sportowych z siedzibą w Kiszyniowie, zajmujące się organizacją udziału reprezentacji Mołdawii w igrzyskach olimpijskich i europejskich oraz upowszechnianiem idei olimpijskiej i promocją sportu, a także reprezentowaniem mołdawskiego sportu w organizacjach międzynarodowych, w tym w Międzynarodowym Komitecie Olimpijskim.